# Eßbach (gmina)
Eßbach – miejscowość i gmina w Niemczech, w kraju związkowym Turyngia, w powiecie Saale-Orla, wchodzi w skład wspólnoty administracyjnej Ranis-Ziegenrück.